# Dolmen de la Pierre Fouquerée

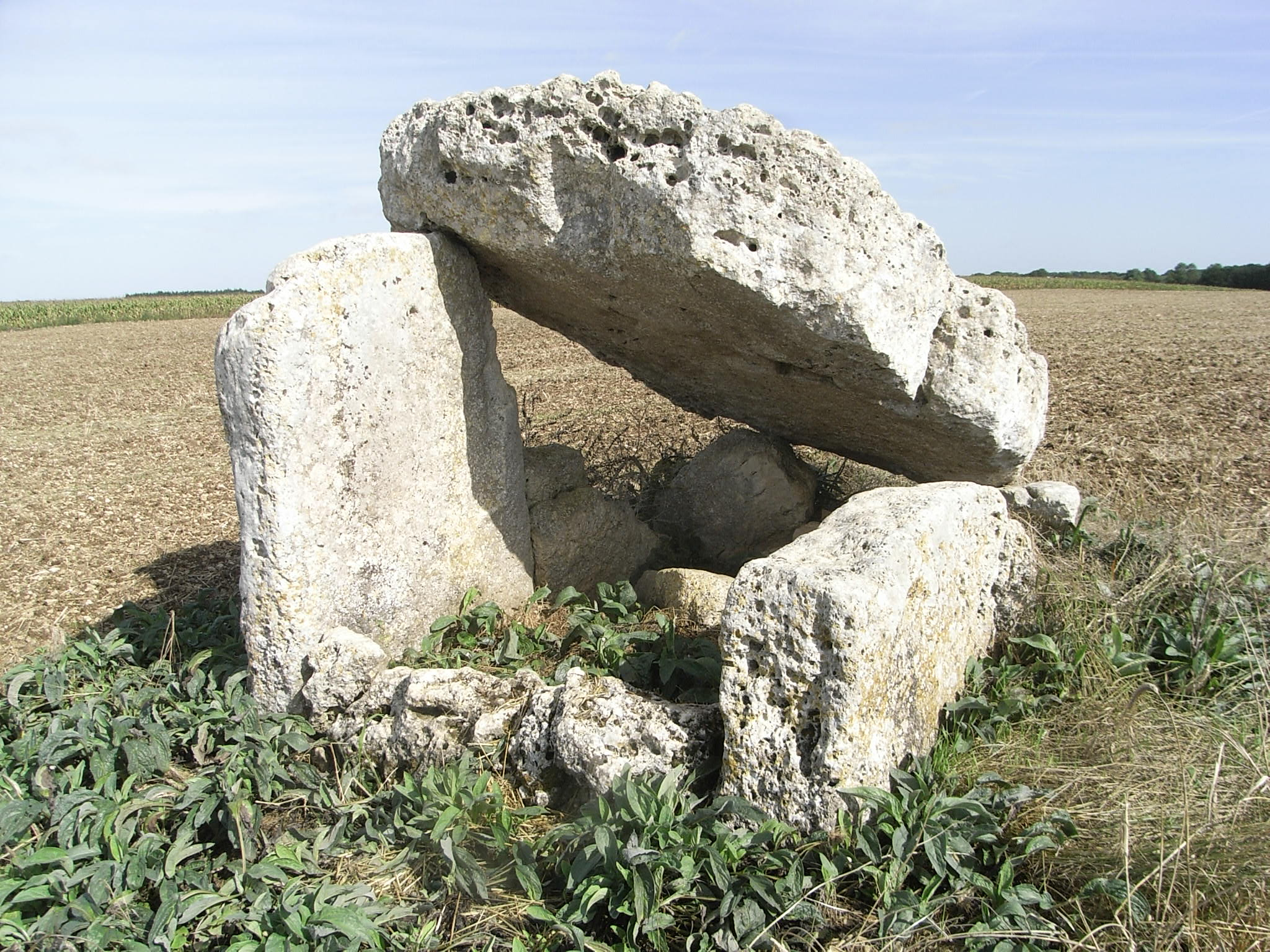
Der Dolmen de la Pierre Fouquerée, Blick von Süden

Der Dolmen de la Pierre Fouquerée ist ein Dolmen etwa 800 m südlich des Dorfs Ardillières im Département Charente-Maritime in Frankreich. Er befindet sich rund 250 m westlich des Feldwegs „Rue de la Metairie“ bzw. westlich des Gehöfts La Metairie und des „Bois des Mottes“ inmitten eines Feldes und ist daher normalerweise nur nach der Ernte sicht- und erreichbar. Dolmen ist in Frankreich der Oberbegriff für Megalithanlagen aller Art (siehe: Französische Nomenklatur).
Nur noch ein Tragstein im Westen stützt die aus Kalkstein bestehende Deckenplatte, die im Osten auf dem Boden ruht. Ein zweiter Tragstein oder der die Kammer einst im Osten schließende Endstein liegt waagerecht im Osten, aber die Deckplatte liegt nicht auf. Im Norden liegen zerbrochene Reste eines oder mehrere Tragsteine. Die Kammer ist nahezu rechteckig. Von dem ursprünglich das Bauwerk bedeckenden Tumulus ist nichts mehr vorhanden.
Der Dolmen ist seit 1889 als Monument historique registriert und geschützt.

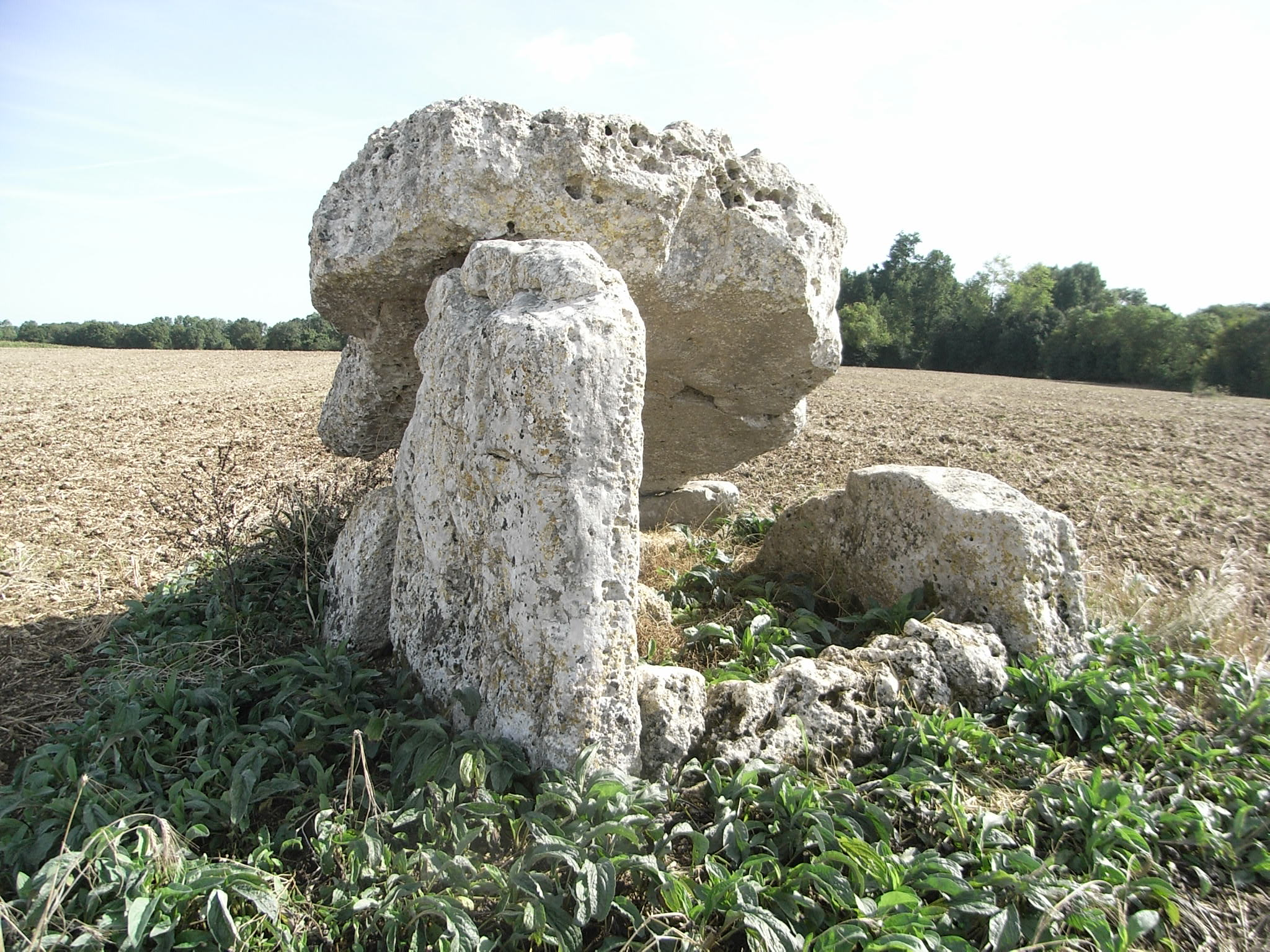
Südwestansicht
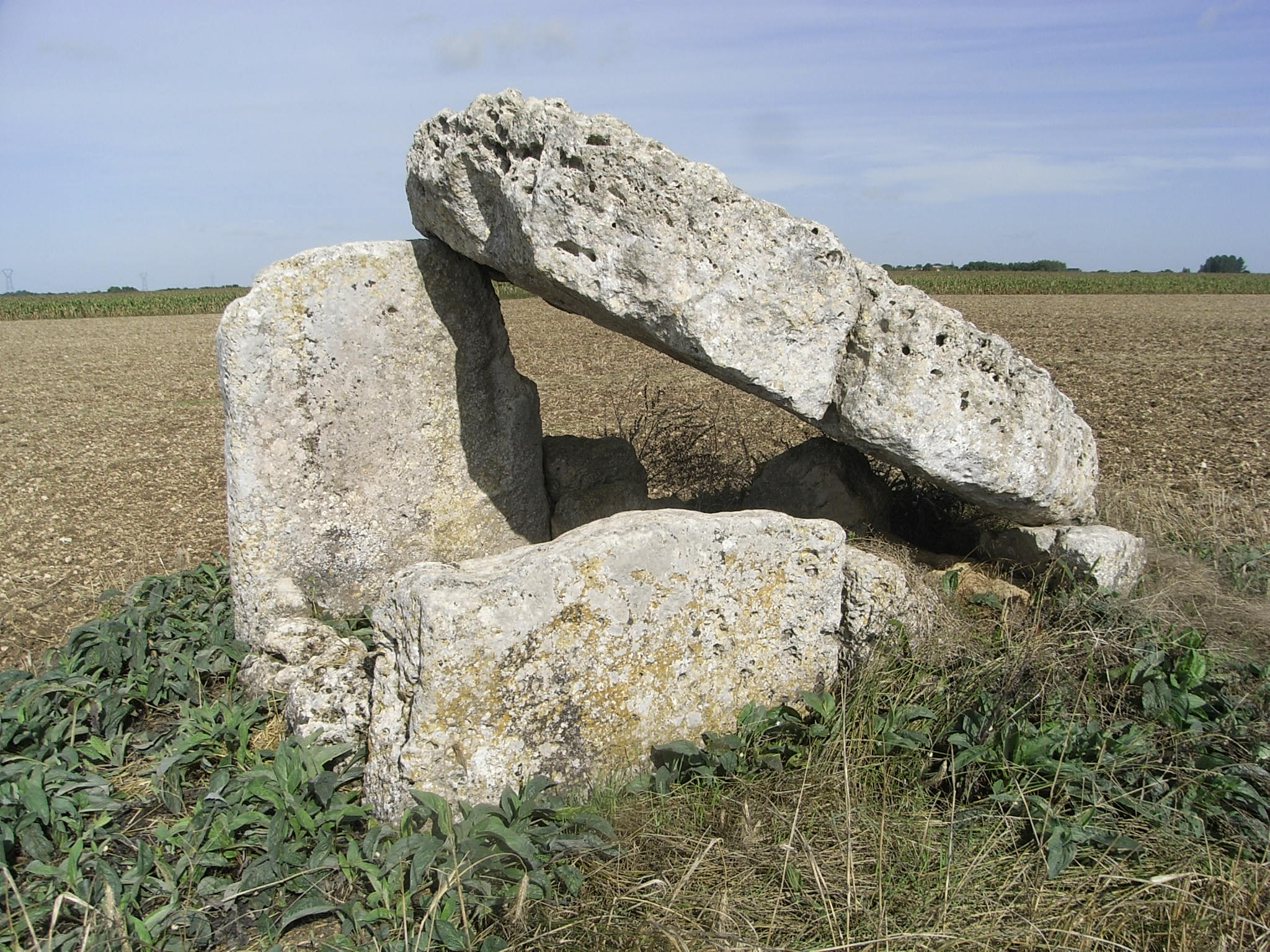
Südostansicht